# Louis Paul Cailletet
Louis-Paul Cailletet (Châtillon-sur-Seine, 21 de setembro de 1832 — Paris, 5 de janeiro de 1913) foi um físico e inventor francês.
Produziu o oxigênio líquido em 1877 usando o Efeito Joule-Thomson, um método de liquefação diferente daquele usado por Raoul Pictet. 
Pelos seus trabalhos recebeu a medalha Davy de 1878. Tornou-se membro da Académie des sciences em 1884.